# Король помер, хай живе король!

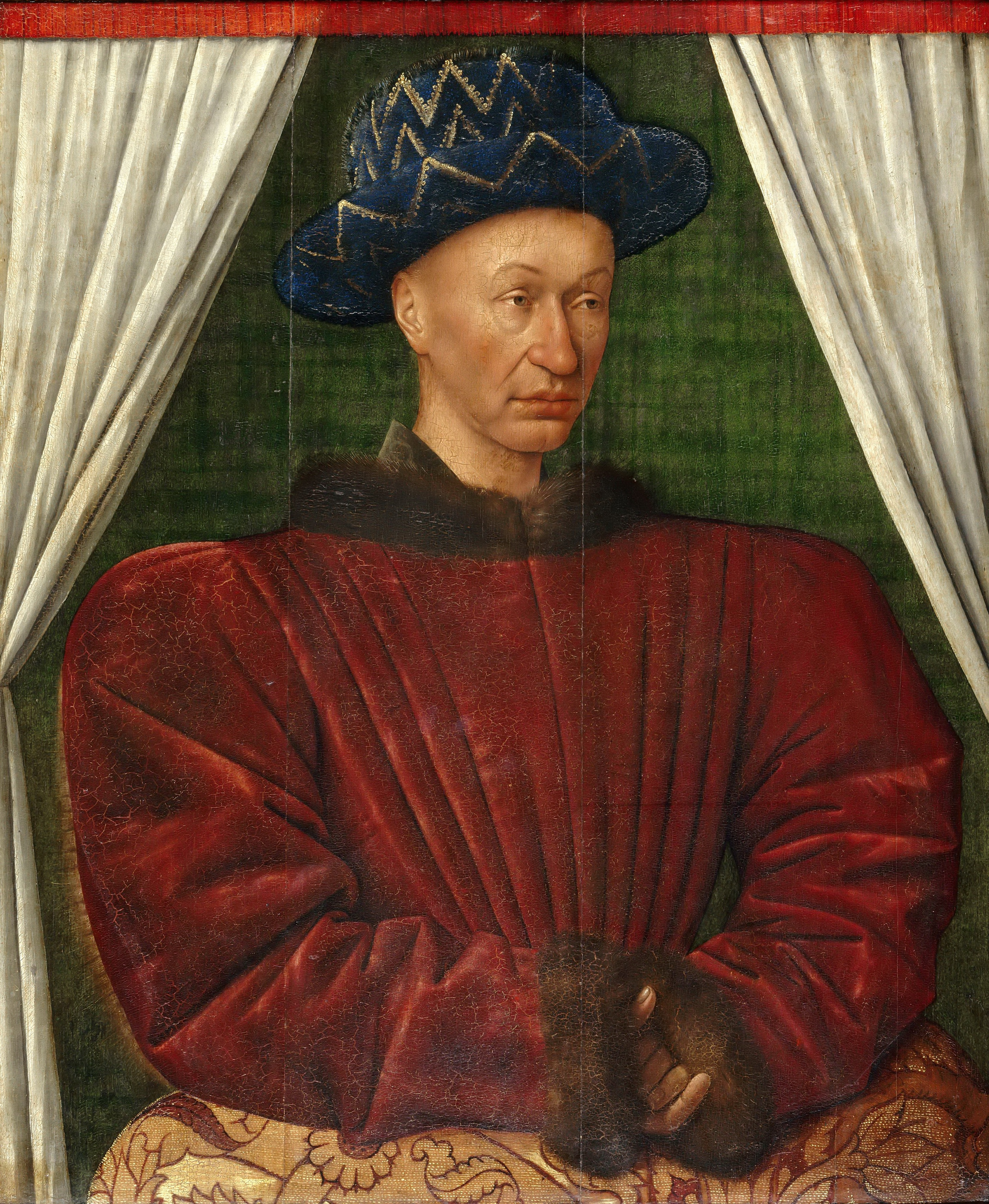
Фраза «Король помер, хай живе король!» було вперше оголошено після смерті короля Карла VI у 1422 році, проголошуючи його сина Карла VII (показано вище) королем Франції.

«Король помер, хай живе король!»  — це традиційне проголошення, яке робиться після вступу нового монарха в різних країнах. Ця, здавалося б, суперечлива фраза одночасно сповіщає про смерть попереднього монарха та стверджує спадкоємність, вітаючи нового монарха.
Ця фраза стала популярним фразовим шаблоном. Враховуючи запам’ятовуваний характер фрази (частково через епанадиплозис ), а також її історичне значення, фраза регулярно з’являється як заголовок статей, редакційних статей або реклами на теми наступництва чи заміни. Роберт Сесіл, один із ідеологів Ліги Націй, завершив свій виступ на останній сесії Ліги Націй заявою: «Ліга померла. Хай живе Організація Об’єднаних Націй».

## Походження
Оригінальна фраза була перекладена з французької ( Le roi est mort, vive le roi ! ), що була вперше оголошена при вступі на французький престол Карла VII після смерті його батька Карла VI у 1422 році. У Франції цю заяву традиційно зробив герцог Юзеса, старший пер Франції, щойно труна з останками попереднього короля опустилася до склепіння базиліки Сен-Дені на півночі Парижу. Фраза виникла із закону le mort saisit le vif — передача суверенітету відбувається миттєво після смерті попереднього монарха. «Король помер» — це повідомлення, що монарх помер. «Хай живе Король!» повідомляє про спадкоємця, який відразу вступає на престол після смерті попереднього монарха.
Тоді французька мова була основною мовою дворянства в Англії, і проголошення швидко сприйняли як ідеальне представлення тієї самої традиції, яка в Англії сягає 1272 року, коли Генріх III помер, коли його синЕдуард I воював у хрестових походах. Щоб уникнути спалаху війни за спадщину через порядок престолонаслідування, Королівська рада проголосила: «Престол ніколи не буде порожнім; країна ніколи не залишиться без монарха». Таким чином, Едуард був негайно оголошений королем, і він правив заочно, поки не дійшла звістка про смерть батька, і він повернувся до Англії.

## Використання
У деяких монархіях, наприклад у Великій Британії, міжцарів’я зазвичай уникають, користуючись ідеєю негайної передачі влади за фразою (тобто спадкоємець престолу стає новим монархом одразу після смерті свого попередника). Ця відома фраза означає безперервність суверенітету, прикріпленого до особистої форми влади під назвою Auctoritas . Це відрізняється від інших монархій, де правління нового монарха починається лише з коронації чи іншої формальної чи традиційної події. У Речі Посполитій, королі обиралися, що часто призводило до відносно тривалих міжцарів’їв. У той час польський примас виконував роль інтеррекса (правителя між королями). Відома теорія Ернста Канторовича про два тіла короля (1957) показала, як auctoritas (Канторович використав термін-синонім — dignitas ) було передано від неіснуючого суверена до нового.
У Королівстві Таїланд на завершення національного телезвернення 13 жовтня 2016 року щодо смерті короля Пуміпона Адульядета прем’єр-міністр оголосив: «Його Величність Король Пуміпон Адульядет, Рама IX, помер. Хай живе Його Величність, новий Король ». [недоступне посилання з 01.06.2024] Однак успадкування королівської влади в Таїланді не відбувається автоматично, і Ваджиралонгкорн продовжував виконувати функції спадкоємного принца до свого офіційного вступу на престол і церемонії проголошення 1 грудня 2016 року.
У монархіях, які дозволяють жінкам успадковувати престол, "король" може бути замінено на "королеву", де це доречно. 
19 лютого 2025 року Дональд Трамп використав цей термін, посилаючись на себе, у публікації соц. мережі "Truth Social", піднявши тривогу серед громадськості та офіційних осіб.

## Дивіться також
- Загибель Корони